# Русудан Черкесская
Русудан (груз. რუსუდანი; ум. 30 декабря 1740) — представительница черкесской знати и жена Вахтанга VI, правившего грузинским царством Картли в качестве регента с 1703 по 1712 год и царя (или вали с позиции Сефевидов) с 1716 по 1724 год. Она последовала за своим мужем в изгнание в Российскую империю, где прожила всю оставшуюся жизнь.

## Происхождение
Сведений о родословной и семейном происхождении Русудан практически не осталось. «Русудан» — это имя, данное черкесской невесте при её обращении в христианство в Грузии, её первоначальное имя не было записано, как и род, из которого она происходила. Современные ей грузинские источники обычно определяют её происхождение как черкез-батони, то есть «владыка (батони) черкесов». Французский историк XIX века Мари-Фелисите Броссе назвал её отцом вождя из Малой Кабарды Килчико (Кульчук Килимбетов согласно русским источникам), который в 1693 году пытался помешать Арчилу II, дяде Вахтанга, посетить Россию. Кроме того, в грузинском документе того времени упоминается встреча Вахтанга с его кабардинскими родственниками, именуемыми грузинской фамилией «Бакашвили», во время бегства царя в Россию через черкесскую территорию в 1724 году. Согласно современному Броссе русскому автору Петру Буктову, Русудан принадлежала к роду Мисостовых, одному из самых влиятельных родов в Большой Кабарде. Бутков также упоминает о другом возможном родном клане Русудан — Таусултанове из Малой Кабарды.

## Ранняя биография
Русудан изначально была помолвлена с молодым князем Багратом, которого его отец, царь Картли Георгий XI, должен был отдать его в заложники шаху Сулейману I в Иран, где Баграт и умер около 1692 года. Русудан не была возвращена своему отцу и вместо этого оставалась в Грузии. Это должно было оскорбить черкесов, побудив, по предположению Броссе, Кильчико энергично откликнуться на призыв шамхала Тарки захватить брата Георгия XI Арчила и его окружение на их пути в Россию. Арчил был взят в плен, но вскоре бежал. Шамхал в ярости, желая угодить шаху пленением Арчила, наказал Кильчико разорением черкесских земель.

## Замужество
В 1696 году Георгий XI устроил брак Русудан со своим племянником, князем Вахтангом, который женился на ней в Харагаули в Имерети, куда Георгий XI и его семья были переселены из Картли после разрыва с шахом Ирана в 1688 году. В том же году Георгий XI примирился с шахом и был восстановлен на престоле в Картли. В 1703 году Вахтанг стал регентом Картли в отсутствии Георгия XI и его преемника Кайхосро, которые оба правили заочно, служа в иранских рядах в Афганистане, где оба были в итоге убиты. Регентство Вахтанга ознаменовалось относительным политическим и культурным возрождением в Картли.
В апреле 1712 года Вахтанг отправился в Иран, чтобы получить свою инвеституру от шаха Солтана Хусейна, и был задержан там до тех пор, пока не был вынужден выполнить условие обращения в ислам в 1716 году. Во время его отсутствия регентство взял на себя брат Вахтанга Симон, на смену которому пришёл другой его принявший ислам брат Иессе. В течение этого периода времени страна была охвачена политическими интригами и борьбой фракций за власть. Русудан, жившая со своими сыновьями в Гори, к западу от всё более враждебной столицы Тбилиси, в конце концов бежала от репрессивного режима Иессе в горы Рача. Иессе даже пообещал шаху отправить Русудан и её сыновей, а также 500 семей из Картли в качестве переселенцев в Иран. Она также сдерживала своего старшего сына Бакара, который стремился отомстить врагам своего отца. Царица, таким образом, спасла католикоса Доментия IV, подозреваемого в причастности к политическим интригам, от ослепления и предотвратила смерть военачальника (спаспета) Луарсаба Орбелиани.

## Царица-консорт
В августе 1719 года Вахтанг, ныне известный также под мусульманским именем Хусейн-Коли-хан, вернулся в Тбилиси царём, а Русудан воссела на троне рядом со своим мужем, «светилом, солнцеподобной царицей», как выразилась современный ей грузинский историк Сехния Чхеидзе. Царствование Вахтанга длилось недолго. В мае 1723 года он был осаждён в своей столице соперничающим с ним кахетинским царем Константином II. Русудан была эвакуирована в Гори, а после падения Тбилиси — в Имерети. В конце концов Вахтанг в сопровождении своей семьи и свиты бежал в Россию. Русудан жила с мужем в Астрахани. Овдовев в марте 1737 года, она переехала в Москву, где жил её сын Бакар. Русудан умерла там же, 30 декабря 1740 года. Она была похоронена в Сретенской церкви Донского монастыря 13 января 1741 года.

## Дети
Русудан родила Вахтангу пятерых детей: двух сыновей и трёх дочерей (у Вахтанга также было несколько внебрачных детей):
- Царевич Бакар (11 июня 1699 или 7 апреля 1700 — 1 февраля 1750), правитель Картли.
- Царевич Георгий (2 августа 1712 — 19 декабря 1786), генерал-аншеф русской службы.
- Царевна Тамара (1696—1746), вышедшая замуж в 1712 году за царевича Теймураза, будущего царя Кахети и Картли.
- Царевна Анна (Анука) (1698—1746), вышедшая замуж в 1712 году за князя Вахушти Абашидзе.
- Царевна Тута (1699—1746), вышедшая замуж за имеретинского дворянина из княжеского рода Рачи, Гедевана.